# 黎敦義
黎敦義，CMG，CVO，JP（英語：Denis Campbell Bray，1926年1月24日—2005年7月8日），香港殖民地官員。

## 生平
黎敦義1926年在港出生，童年時代於香港、廣東佛山和山東煙台度過，曾於佛山華英中學接受小學教育，1934年至1939年就讀煙台市芝罘學校，1939年至1944年赴英國巴斯入讀Kingswood School，1944年至1947年於劍橋大學耶穌學院修讀數學與物理學學士，1967年劍橋大學經濟學碩士畢業。黎敦義在1950年加入香港政府，歷任新界民政署長（1971年－1973年）、兩任民政司（1973年－1977年及1980年－1984年）和香港政府駐英專員（1977年－1980年），曾兼任行政立法兩局官守議員，退出政府後曾於1985年至1991年出任英基學校協會主席。他於1960年至1984年獲委任為太平紳士，1975年獲授予維多利亞皇家勳章，1976年再獲聖米迦勒及聖喬治勳章。
英國檔案館解封了1985年黎敦義與查濟民合寫對未來香港管治的建議，倡設「顧問局」產生特首。時任英國外交及聯邦事務部香港事務科科長高德年（Galsworthy）評為「不單只是保守，部份內容更是自相矛盾」。查濟民曾將方案交給當年的英國國會議員Hal Miller，希望英政府將方案放進1987年的政制改革檢討中考慮，一度引起了英國外交部的關注。
黎敦義於1964年任交通事務處（運輸署前身）處長時，首推拍賣的士牌照的做法；後在新界民政署長任內，與時任首席助理輔政司鍾逸傑於1972年制定新界小型屋宇政策。
2005年7月8日，黎敦義於英國牛津郡因血癌病逝，终年79岁。

## 家庭
父親黎伯廉牧師（Rev. Arthur H. Bray）是英國循道會來華傳教士，曾任佛山華英中學第二任校長。黎敦義於1952年2月在香港結婚，婚後育有4名女兒。

## 官職
- 二級受訓官員（1950年7月28日－1950年9月4日）
- 助理華民政務司（1950年9月4日－1951年2月1日）
- 副輔政司（1951年2月1日－1953年2月2日）
  - 社會局副局長（1951年5月22日－1953年2月2日）
- 副輔政司（1953年2月2日－1954年2月26日）
- 大埔理民府官（1954年2月26日－1956年6月1日）
- 市政總署助理署長（1956年6月1日－1958年5月19日）
- 助理新界民政署署長（1958年9月26日－1959年7月1日）
- 新界副民政署長（1959年7月1日－1960年8月24日）
- 西貢理民府官（1960年9月1日－1961年3月20日）
- 副輔政司（1961年3月20日－1968年2月23日）
  - 輔政司署交通事務處處長（1965年11月26日－1967年7月3日）
- 副華民政務司（1968年2月23日－1969年2月28日）
- 副民政司（1969年2月28日－1970年6月17日）
- 署理民政司（1970年7月20日－1971年1月3日）
- 副民政司（1971年1月3日－1971年4月1日）
- 新界民政署長（1971年4月1日－1973年11月12日）
- 民政司（1973年11月12日－1977年2月4日）
- 香港政府駐英專員（1977年9月26日－1980年7月20日）
- 民政司（1980年9月1日－1984年12月31日）

## 著作
回憶錄《歷變中看香港》（Hong Kong Metamorphosis）

## 外部連結
- 前民政司黎敦義病逝，太陽報，2005年7月14日
- 興利董事黎敦義去世，蘋果日報，2005年7月14日
- 周日話題﹕的士政治經濟學[永久]，明報，2008年12月7日
- 黎家影片與中港風貌[永久]，康樂及文化事務署
- 黎敦義訪問片段 - 香港記憶（页面存档备份，存于）